# Jan Bezard
Jan Bezard (właśc. Johann Ritter von Bezard) (ur. 5 maja 1871 w Przyborowie, zm. 16 marca 1954 w Wiedniu) – pułkownik armii austro-węgierskiej, pułkownik dyplomowany geograf Wojska Polskiego, topograf. Twórca busoli własnego projektu (busola kierunkowa systemu Bezarda).

## Życiorys
Urodził się 5 maja 1871 w Galicji w Przyborowie koło Brzeska. Jego ojcem był Johann Bezard – pułkownik cesarsko-królewskiej armii, matką Anna Maria Von Bézard (z d. Gartenauer). Ojciec był majorem w 20 Galicyjskim pułku piechoty Księcia Pruskiego Henryka w Nowym Sączu. Za zasługi w wojnie prusko-austriackiej 1866 otrzymał Order Korony Żelaznej III klasy, co było również związane z nadaniem dziedzicznego tytułu kawalerskiego.
Młodszy brat Klemens Bezard w trakcie I wojny światowej był kapitanem austro-węgierskiech okrętów podwodnych (SM U-1, SM U-2, SM U-20, SM U-23). Rodzina Bezardów zamieszkała w majątku ofiarowanym ojcu Jana za nienaganną służbę w armii austro-węgierskiej.
Pochodził z rodziny o ugruntowanych tradycjach wojskowych i od wczesnej młodości był przygotowywany do kariery wojskowej. Odebrał staranne wykształcenie w szkołach w Znojmie (Czechy), Bielsku, Koszycach i Mährisch Weißkirchen (dziś Hranice) co umożliwiło mu rozpoczęcie edukacji wojskowej w Akademii Wojskowej w Wiener-Nustadt (1889–1892) i Wyższej Szkole Wojennej w Wiedniu (1895–97). Po krótkiej służbie w 13 pułku piechoty w Tarnowie został przeniesiony w randze porucznika do Wojskowego Instytutu Geograficznego do Wiednia. Po stażu w jednostkach liniowych kontynuował w latach 1905–11 pracę naukową w Akademii Wojskowej i Wyższej Szkole Wojennej. Wykładał tam topografię i kartografię, wykazując się nieprzeciętnymi zdolnościami. Otrzymał zadanie przygotowania nowych map Tyrolu. W trakcie prac zorientował się, że dostępne mu mapy w dużej mierze nie pokrywają się z rzeczywistością. Wkrótce okazało się, że kompasy będące w użyciu nie są wystarczająco pomocne w dokładnym odwzorowaniu terenu. Jako rzetelny kartograf zmuszony został do skonstruowania sobie narzędzia, które umożliwi wykonanie zadania. Do prostego kompasu dołożył skalę stopniową, przeziernik i ruchome lusterko. W ten sposób uzyskał możliwość wyznaczania azymutów i zwiększył dokładność odczytu.
W 1902 r. swój wynalazek przedstawił sztabowcom armii austro-węgierskiej. W wyniku przeprowadzonego konkursu na busolę polową przyjęto busolę Bezarda na wyposażenie armii, a od 1910 rozpoczęto jej masową produkcję. W latach 1911–13 powstało kilka modeli opatentowanych w wielu krajach świata (np. Austrii, Rosji, USA, Francji, Japonii). System Bezarda został szybko wprowadzony na wyposażenie większości armii.
Wybuch I wojny światowej zastał go na stanowisku dowódcy batalionu 2 Pułku Tyrolskich Strzelców Cesarskich. Walczył w bitwie pod Komarowem. Odznaczył się w nocy z 6 na 7 września 1914 r. pod Bełzem, gdzie uderzając na obozowisko rosyjskie zdobył osiem armat i wziął do niewoli dwóch generałów i kilkuset żołnierzy, za co otrzymał Order Żelaznej Korony III klasy.
Następnego dnia w wyniku odniesionych ran trafił do szpitala polowego. Wraz z całym szpitalem został wzięty do niewoli rosyjskiej. W niewoli nabawił się „hiszpańskiej grypy” i przebywał w zakaźnych szpitalach w Brodach, Nikolsku, Irkucku i Petersburgu. Jako inwalida został w dniu 2 lutego 1918 roku wymieniony za jeńców rosyjskich i powrócił do Austrii. Po otrzymaniu awansu na pułkownika i przydzieleniu do 2 Pułku Tyrolskich Strzelców Cesarskich został wysłany do X Armii na front włoski, gdzie został dowódcą przełęczy „Borcola Odcinek”. W związku z silnym nawrotem choroby leczył się szpitalnie, a w marcu 1919 roku przeszedł na emeryturę wojskową.
Po zakończeniu I wojny światowej powrócił do Przyborowa, gdzie zaczął się jego nowy rozdział życia jako Polaka z urodzenia i wolnego wyboru. Po powrocie do Polski zgłosił się do Armii Polskiej. Jego wyjątkową wiedzę z zakresu topografii wykorzystano powierzając mu szkolenie żołnierzy wyruszających na front wojny polsko-bolszewickiej, za co został odznaczony medalem „Polska Swemu Obrońcy”. Od 1922 roku wykładał terenoznawstwo w Wyższej Szkole Wojennej, a później współorganizował Wojskowy Instytut Geograficzny. 1 grudnia 1925 roku, jako pułkownik rezerwy powołany do służby czynnej został przydzielony do Wyższej Szkoły Wojennej na stanowisko zastępcy dyrektora nauk. 13 stycznia 1926 roku Prezydent RP przemianował go na oficera zawodowego w stopniu pułkownika ze starszeństwem z dniem 1 lipca 1919 roku i 1. lokatą w korpusie oficerów geografów. W 1927 roku został przeniesiony w stan spoczynku.
W latach 1931–1944 przebywał w swej posiadłości w Przyborowie. W 1934 roku pozostawał w ewidencji Powiatowej Komendy Uzupełnień Kraków Miasto, jako pułkownik stanu spoczynku geograf.
Nie wziął udziału w II wojnie światowej przebywając w swoim majtku. W obawie przed zbliżającą się Armią Czerwoną, mając w pamięci traumę niewoli rosyjskiej, wyjechał z rodziną do Turcji. Pod koniec lat czterdziestych wrócił na stałe do Austrii. Jego żona Małgorzata de Varady nie przeżyła trudów podróży i pochowana została na terenie Węgier.
W 1946 roku majątek Jana Bezarda, wraz z dworem, został na mocy dekretu o reformie rolnej, przejęty na rzecz Skarbu Państwa.
Miał córkę Małgorzatę, ur. 19 kwietnia 1908 w Wiener-Neustadt, która wstąpiła do jednego z austriackich klasztorów klauzurowych i syna Jana, ur. 31 marca 1913 w Bolzano.
Ten wybitny wynalazca zmarł 16 marca 1954 w całkowitym zapomnieniu i ubóstwie w wiedeńskim ośrodku dla azylantów. Pochowany został na Centralnym Cmentarzu w Wiedniu.

## Ordery i odznaczenia
- Order Korony Żelaznej III klasy z mieczami – 1918 (Orden der Eisernen Krone)
- Krzyż Zasługi Wojskowej (Militärverdienstkreuz)
- Złoty Medal Zasługi Wojskowej (Militärverdienstmedaille)
- Krzyż Jubileuszowy Wojskowy (Militär-Jubiläumskreuz)
- Medal Pamiątkowy Jubileuszowy dla Sił Zbrojnych (Jubiläums-Erinnerungsmedaille für die bewaffnete Macht)
- Odznaka za Służbę Wojskową III kl. (Militärdienstzeichen für die Kaiserliche und Königliche Armee)
- Krzyż Wojskowy Karola (Karl-Truppenkreuz)
- Medal Pamiątkowy za Wojnę 1918–1921

## Upamiętnienia
- w Przyborowie znajduje się tzw. Bezardówka – rodzinny dom Bezardów
- w Przyborowie przy drodze znajduje się kamień pamiątkowy – votum za ocalenie życia Jana Bezarda
- Fundacja im Tadeusza Kościuszki w Krakowie prowadzona przez znakomitego kolekcjonera i pasjonata historii Tomasza Otrębskiego posiadającą największą w świecie kolekcję busoli i osobistych pamiątek po Janie Bezardzie. Od lat stara się o utworzenie Muzeum Jana Bezarda. Przygotowała monograficzną wystawę pt: "Europejskie Busole Polowe – Jan Bezard”, której ostatnia edycja odbyła się w 2017 r. w Zamku w Baranowie Sandomierskim.